# Watsonia
Watsonia es un género de plantas perennes y bulbosas, oriundas de Sudáfrica, de la familia Iridaceae. Comprende 174 especies descritas y de estas, solo 56 aceptadas.

## Descripción
Son plantas de hojas ensiformes, planas y flores vistosas, reunidas en largas espigas simples o ramificadas, erectas. Las flores son ligeramente cigomorfas y hermafroditas. El perigonio está compuesto por 6 tépalos subiguales, unidos en la base formando un tubo curvado. Los estambres son 3, unilaterales y arqueados. El ovario es ínfero, el estilo tiene las ramas cortas, a menudo desigualmente bífidas. El fruto es una cápsula dehiscente por 3 valvas. Son plantas ornamentales que se cultivan en muchas partes del mundo. 

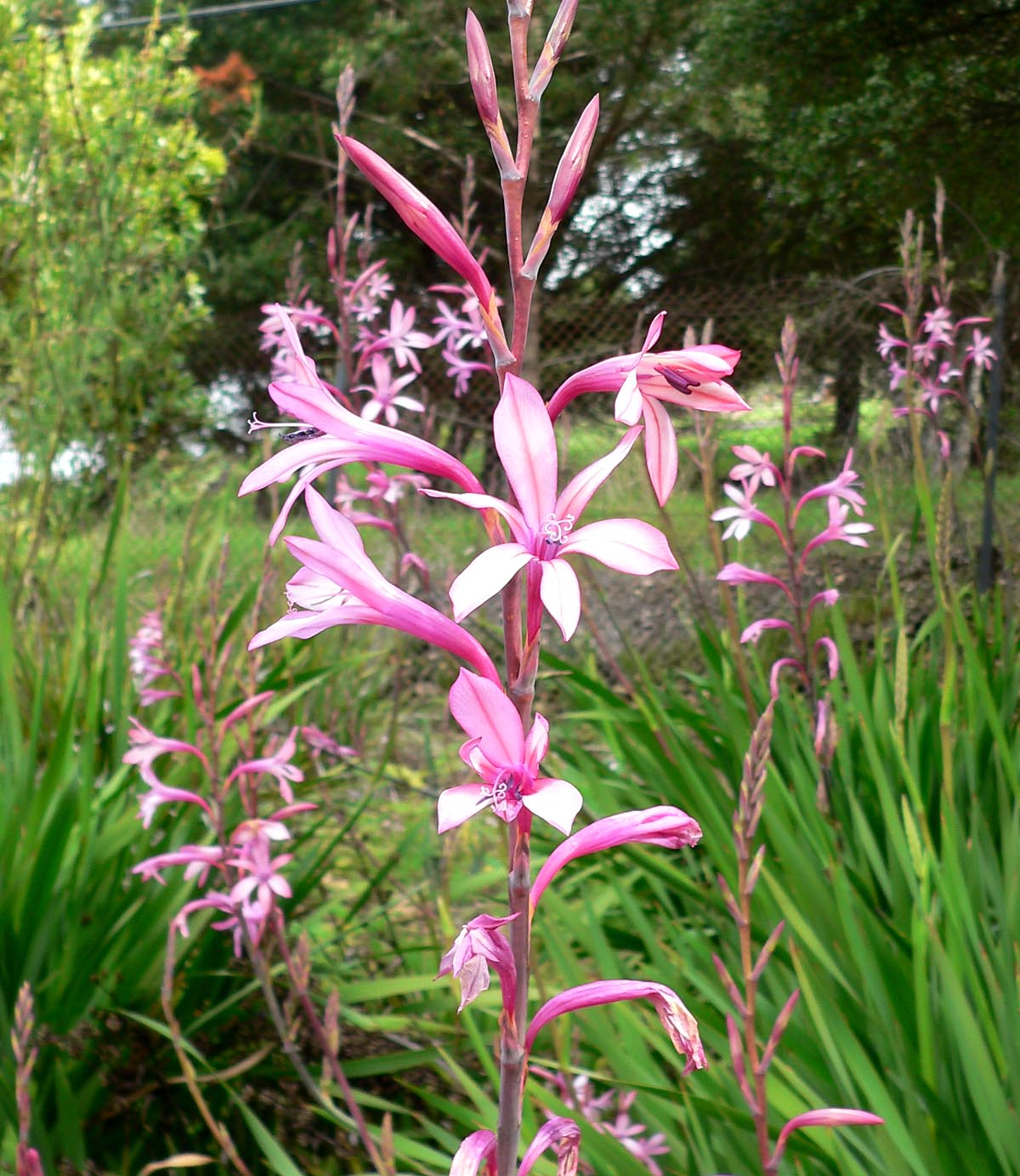
Watsonia pyramidata

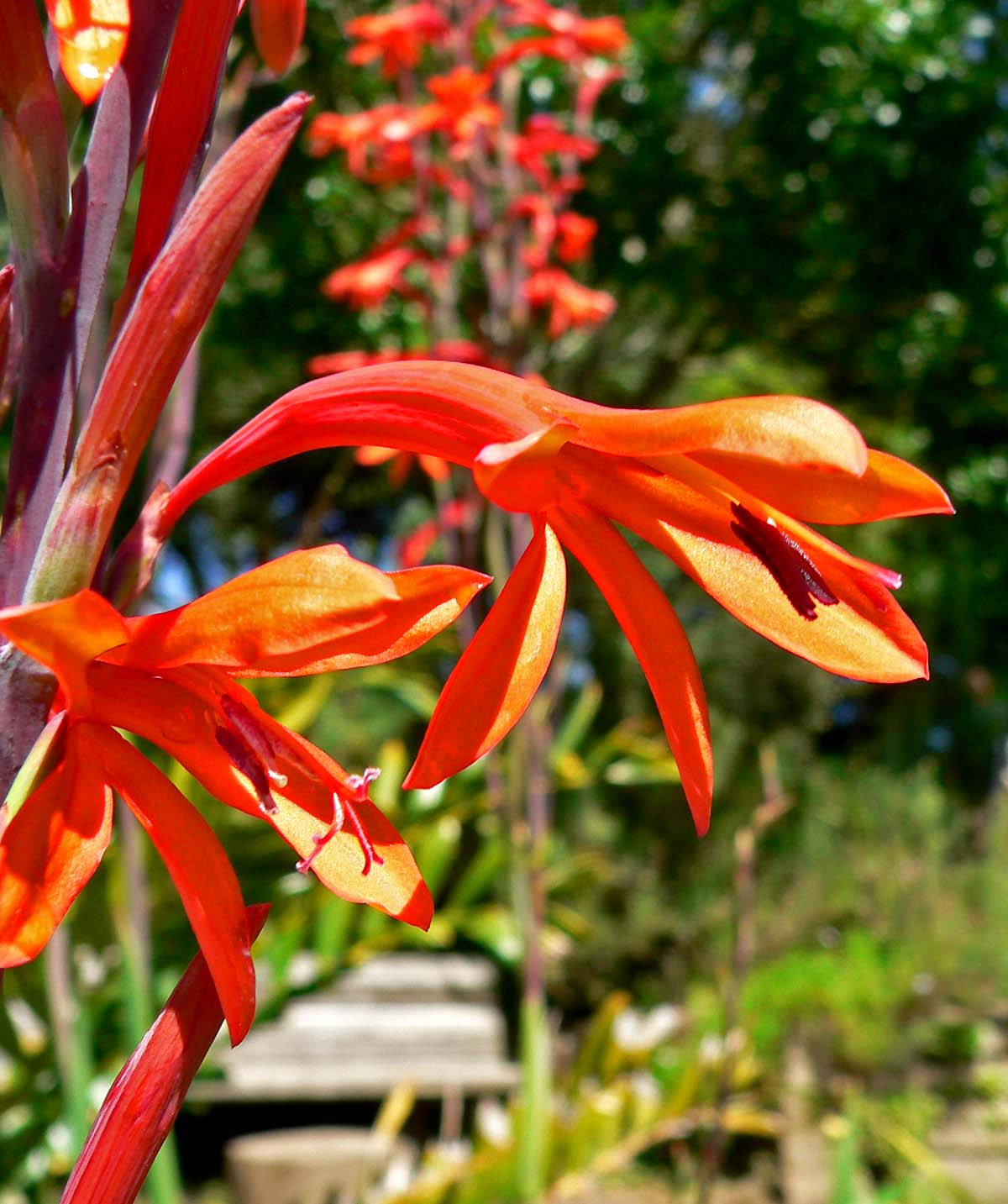
Watsonia fulgens, detalle de la flor.

## Taxonomía
El género fue descrito por Philip Miller y publicado en Figures of Plants in the Gardeners Dictionary 184, pl. 276. 1758.
Etimología
Watsonia: nombre genérico que está dedicado al botánico inglés William Watson.

## Especies
| Watsonia aletroides (Burm.f.) Ker Gawl. Watsonia amabilis Goldblatt Watsonia amatolae Goldblatt Watsonia angusta Ker Gawl. Watsonia bachmannii L.Bolus Watsonia bella N.E.Br. ex Goldblatt Watsonia borbonica (Pourr.) Goldblatt Watsonia borbonica subsp. ardernei (Sander) Goldblatt Watsonia borbonica subsp. borbonica Watsonia canaliculata Goldblatt Watsonia coccinea (Herb. ex Baker) Baker Watsonia confusa Goldblatt Watsonia densiflora Baker Watsonia distans L.Bolus Watsonia dubia Eckl. ex Klatt Watsonia elsiae Goldblatt Watsonia emiliae L.Bolus Watsonia fergusoniae L.Bolus Watsonia fourcadei J.W.Mathews & L.Bolus Watsonia galpinii L.Bolus Watsonia gladioloides Schltr. Watsonia humilis Mill. Watsonia hysterantha J.W.Mathews & L.Bolus Watsonia inclinata Goldblatt Watsonia knysnana L.Bolus Watsonia laccata (Jacq.) Ker Gawl. Watsonia latifolia N.E.Br. ex Oberm. Watsonia lepida N.E.Br. Watsonia × longifolia J.W.Mathews & L.Bolus Watsonia marginata (L.f.) Ker Gawl. Watsonia marlothii L.Bolus Watsonia meriana (L.) Mill. - cebolla de Persia Watsonia meriana var. bulbillifera (J.W.Mathews & L.Bolus) D.A.Cooke Watsonia meriana var. meriana Watsonia minima Goldblatt Watsonia mtamvunae Goldblatt Watsonia obrienii V. Tibergen Watsonia occulta L.Bolus Watsonia paucifolia Goldblatt Watsonia pillansii L.Bolus Watsonia pondoensis Goldblatt Watsonia pulchra N.E.Br. ex Goldblatt Watsonia rogersii L.Bolus Watsonia rourkei Goldblatt Watsonia schlechteri L.Bolus Watsonia spectabilis Schinz Watsonia stenosiphon L.Bolus Watsonia stokoei L.Bolus Watsonia strictiflora Ker Gawl. Watsonia strubeniae L.Bolus Watsonia tabularis J.W.Mathews & L.Bolus Watsonia transvaalensis Baker Watsonia vanderspuyae L.Bolus Watsonia versfeldii J.W.Mathews & L.Bolus Watsonia watsonioides (Baker) Oberm. Watsonia wilmaniae J.W.Mathews & L.Bolus Watsonia wilmsii L.Bolus Watsonia zeyheri L.Bolus |